# Гершензон, Абрам Осипович
Абрам Осипович Гершензон (полное имя Абрам Пинхасович-Иосифович Гершензон; 1868, Кишинёв, Бессарабская губерния — 1933, Одесса) — российский и советский педиатр, организатор здравоохранения. Брат литературоведа М. О. Гершензона.

## Биография
Абрам (Бума) Гершензон родился в семье кишинёвского частного поверенного и мелкого коммерсанта Пинхуса-Йосефа Лейбовича (Иосифа Львовича) Гершензона и его жены Гитли Янкелевны (Голды Яковлевны) Цысиной. 
Учился в хедере, частном еврейском училище, Кишинёвской прогимназии (окончил в 1882 году) и в 1-й городской казённой гимназии, которую окончил вместе с братом в 1887 году. Затем учился на медицинском факультете Киевского университета, после окончания которого в 1893 году заведовал амбулаторией Общества попечительства о больных детях в Одессе и санаторной станцией на Хаджибейском лимане. 
В 1899 году стал председателем правления новоорганизованного «Общества попечения о бедных и бесприютных еврейских детях», включавшего интернат, столовую, мастерскую для занятий рукодельем и дневной приют, располагавшийся в доме № 14 по Авчинниковскому переулку. Преподавал географию в частной мужской 8-ми классной еврейской гимназии Менделя Моисеевича Иглицкого.
В 1901 году организовал первую в России «Каплю молока» (детскую консультацию для пропаганды грудного вскармливания и консультативной помощи кормящим матерям), где молочные смеси отпускались амбулаторно по назначению врача искусственно вскармливаемым детям. В 1910 году при больнице Общества попечения о больных детях на Старопортофранковской улице на Молдаванке была выстроена специальная пристройка молочной кухни «Капля молока». В 1909 и 1913 годах основал ещё две такие консультации и стал одним из инициаторов движения по распространению грудного вскармливания и оказания помощи матерям (вместе с Самуилом Моисеевичем Ямпольским в Харькове и Георгием Нестеровичем Сперанским в Москве). В 1907 году в Одессе основал одну из первых в России консультаций для грудных детей, в которой между маем 1908 года и декабрём 1912 года проконсультировались 3000 детей. В последующие годы А. О. Гершензон организовал сеть детских консультаций в Новороссийском крае, преподавал в Институте охраны материнства и младенчества, на курсах переподготовки врачей и медицинских сестёр. Занимался проблемами борьбы с детской заболеваемостью и смертностью.
Популярная брошюра А. О. Гершензона для матери «Как кормить грудного ребёнка и как с ним обращаться» выдержала несколько изданий на русском, украинском и еврейском (идиш) языках. В 1918 году А. О. Гершензон был соучредителем (с Семёном Константиновичем Гогитидзе и Исааком Моисеевичем Арлюком) Одесского общества детских врачей, был избран товарищем председателя. В 1920-е — 1930-е годы оставался заместителем председателя Одесского общества детских врачей, был заместителем по науке Одесского института охраны материнства и детства и заведовал центральной детской консультацией «Охматдета» на Комсомольской улице, № 38 (в помещении бывшей больницы Общества попечения больных детей; эта консультация после его смерти носила имя А. О. Гершензона

## Семья
- Сыновья — Михаил Абрамович Гершензон, писатель и литературовед; Александр (27 сентября 1897 — ?). Дочери Елена (7 января 1902 — ?)[16] и Надежда (6 марта 1908 — ?)[17].
  - Внук — Евгений Михайлович Гершензон, физик, профессор МГПУ, лауреат Государственной премии СССР.

## Публикации
- Консультация для грудных детей в Одессе // Медицинское обозрение. — 1909. — Т. 72, № 16. — С. 453—459.
- Медицинский отчёт о деятельности Консультаций и «Капли молока» в 1908 году. Д-ра А. О. Гершензона. Одесса, 1909[18].
- Медицинский отчёт о деятельности консультаций и «Капли молока» Общества попечения о больных детях г. Одессы в 1912 г. Сост. д-р А. О. Гершензон. Одесса: «Экономическая» типография, 1913.
- «Капля молока» и консультации для грудных детей в Одессе // Труды первого Всероссийского съезда детских врачей. — СПб., 1913 — С. 51—58.
- Медицинский отчёт о деятельности Консультаций и «Капли молока» Общества попечения о больных детях г. Одессы в 1915 г. Д-ра А. О. Гершензона. Одесса, 1916.
- История Одесской центральной консультации (1901—1926) // Сборник работ по охране материнства и младенчества, посвящённый 25-тилетию Одесской «Капли молока» (Центральная Консультация) 1901—1925 гг. Одесса, 1927.